# Waldemar Price
Waldemar Price, född 1 september 1836 i Köpenhamn, död där 4 januari 1908, var en dansk skådespelare. Han var son till Adolph Price och bror till Juliette Price. Hans farfar, James Price, härstammade från Wales.
Waldemar Price medverkade från 1840 i Frederiksberg Morskabsteaters pantomimer och var från 1849 elev och 1857–1901 anställd vid Det kongelige Teaters balett, där hans yttre medel och temperament gjorde honom till en lycklig tolk särskild för den nationella koreografiska repertoarens romantiska hjältar.